# مسرح أرجنتينا

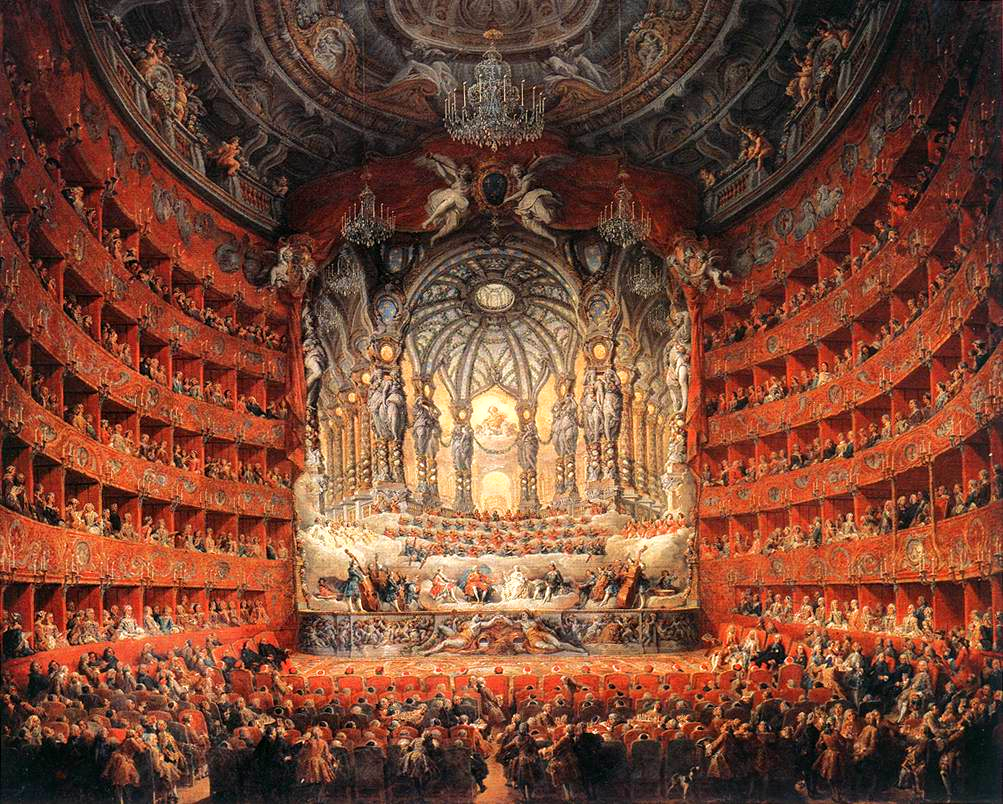
مسرح أرجنتينا (بريشة جيوفاني باولو بانيني، 1747، متحف اللوفر)

مسرح أرجنتينا أو تياترو أرجنتينا، هو مسرح ودار أوبرا يقع في ساحة لارغو دي توري أرجنتينا (Largo di Torre Argentina) في العاصمة الإيطالية روما. يعدّ أحد أقدم المسارح في روما، بُني في العام 1731 وتم تدشينه في العام 1732  على أنغام أوبرا بيرينيكي للموسيقار دومينيكو سارو. تم بناؤه على جزء من قسم الاجتماعات التابع لمسرح بومبيوس الذي اغتيل فيه يوليوس قيصر.
وُضع مشروع بناء الدار في عُهدة عائلة سفورزا سيزاريني وصمم بناءه المعماري جيرولامو تيودولي بقاعة عرضٍ تقليدية على شكل حدوة الفرس.
استلم الدوق فرانشيسكو سفورزا سيزاريني إدارة المسرح في الفترة الواقعة مابين العامين 1807 و 1815 وقد كان مغرماً بالمسارح. استضاف المسرح العرض الأول لأوبرا حلاق إشبيلية لجواكينو روسيني في 20 شباط/فبراير من العام 1816، كما شهد المسرح خلال القرن التاسع عشر عدة عروضات أولى للعديد من الأوبرات المهمة ومنها أوبرا I due Foscari «ابنا عائلة فوسكاري»  لفيردي في 3 تشرين الثاني/نوفمبر من العام 
1844 و أوبرا La battaglia di Legnano «معركة ليغنانو» في 27 كانون الثاني/يناير 1849.
قُدم المزيد من العروض الموسيقية ما بين العامين 1919 و 1944، كما استضاف المسرح خلال هذه الحقبة الزمنية، العديد من العروض الأولى لكلٍ من لويجي بيرانديلو، هينريك إبسين، وماكسيم غوركي. تم تقديم سلسلة من عروض الأوبرا في شتاء 1944-1945 تكريماً لكتائب الجيوش البريطانية والأميركية. 
يُدار المسرح اليوم بوساطة ماريو مارتون، كما يستضيف هذا المسرح تشكيلة من العروض المتنوعة والبعض منها يتميز بضخامة الإنتاج، غير أن العروض المسرحية باتت تحتل المرتبة الأولى من حيث العدد متفوقةً على عروض الأوبرا والموسيقى.

## معلومات تقنية

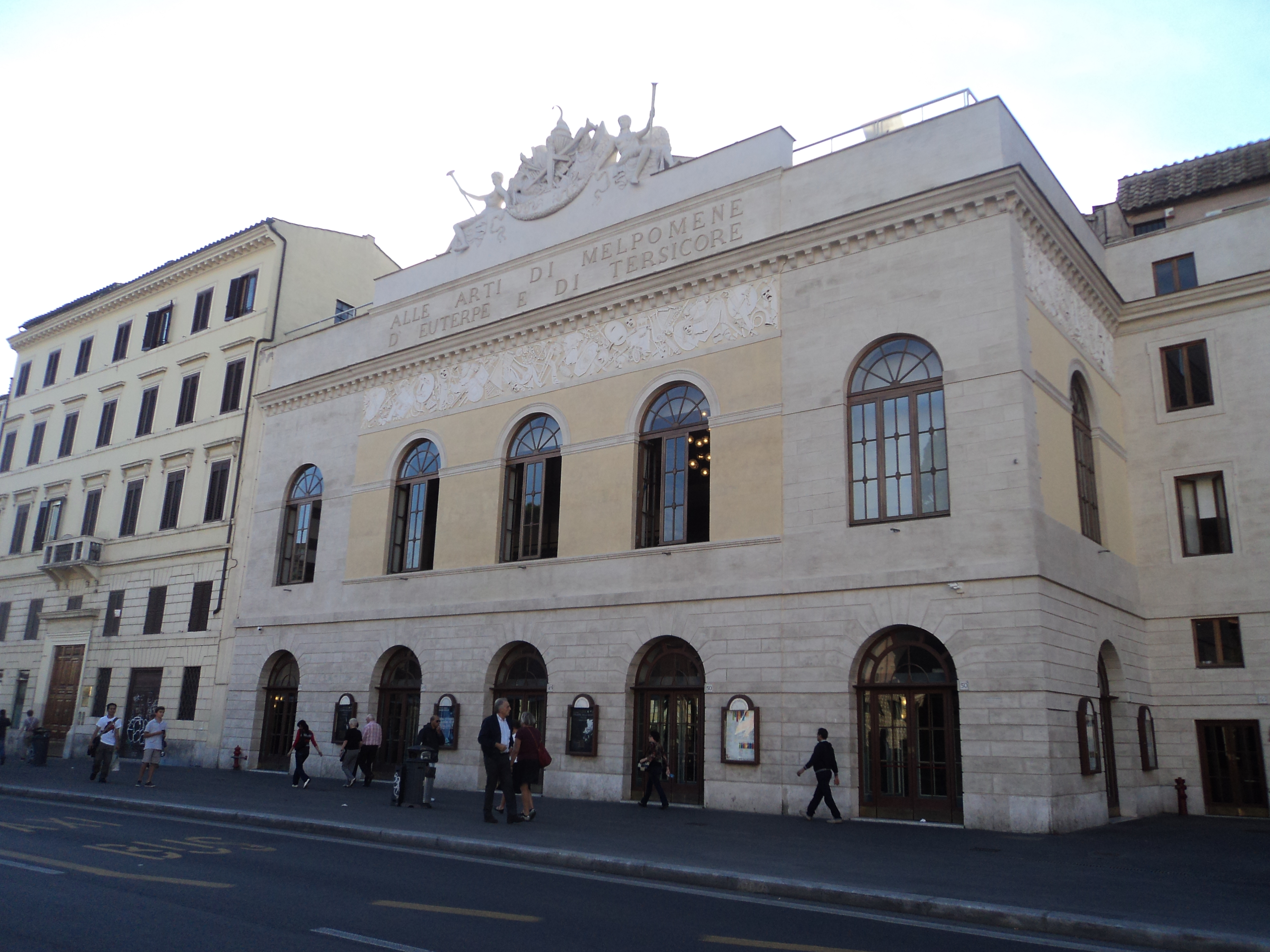
مسرح أرجنتينا من الخارج.

تم استعمال الخشب في التصميم الداخلي للمسرح الذي  يضم ستة طوابق من المقصورات، والذي رُمم لمرات عديدة. يضم المسرح 696 مقعداً.
يتمتع المسرح بنظام ممتاز للصوتيات، كما يُعتقد بأن المعماري جيانانتونيو سيلفا الذي صمم دار أوبرا لافينيس في البندقية، كان قد استلهم تصميمها من مسرح أرجنتينا.